# Pseudopostega
Pseudopostega är ett släkte av fjärilar som beskrevs av Mikhail Vasilievich Kozlov 1985. Pseudopostega ingår i familjen ögonlocksmalar.
Kladogram enligt Dyntaxa:
| Pseudopostega | \| \| Pseudopostega auritella \| \| \| \| \| \| Pseudopostega crepusculella \| \| \| \| |
|               | \| \| Pseudopostega auritella \| \| \| \| \| \| Pseudopostega crepusculella \| \| \| \| |
|               | Opostega                                                                                |
|               |                                                                                         |
|               | Pseudopostega auritella                                                                 |
|               |                                                                                         |
|               | Pseudopostega crepusculella                                                             |
|               |                                                                                         |

|  | Pseudopostega auritella     |
|  |                             |
|  | Pseudopostega crepusculella |
|  |                             |